# 1998년 10월
| 1998년: 1월 · 2월 · 3월 · 4월 · 5월 · 6월 · 7월 · 8월 · 9월 · 10월 · 11월 · 12월 |

| <          | 1998년 10월 | 1998년 10월 | 1998년 10월 | 1998년 10월 | 1998년 10월 | >          |
| 일         | 월          | 화          | 수          | 목          | 금          | 토         |
|            |             |             |             | 1 8.11 신사 | 2 12 임오   | 3 13 계미  |
| 4 14 갑신  | 5 15 을유   | 6 16 병술   | 7 17 정해   | 8 18 무자   | 9 19 기축   | 10 20 경인 |
| 11 21 신묘 | 12 22 임진  | 13 23 계사  | 14 24 갑오  | 15 25 을미  | 16 26 병신  | 17 27 정유 |
| 18 28 무술 | 19 29 기해  | 20 9.1 경자 | 21 2 신축   | 22 3 임인   | 23 4 계묘   | 24 5 갑진  |
| 25 6 을사  | 26 7 병오   | 27 8 정미   | 28 9 무신   | 29 10 기유  | 30 11 경술  | 31 12 신해 |

| 편집하기 |

## 1998년10월 7일
- 김대중 대통령이 일본을 방문했다.